# 昭潭镇
昭潭镇，是中华人民共和国安徽省池州市东至县下辖的一个乡镇级行政单位。

## 行政区划
昭潭镇下辖以下地区：
昭潭村、营桥村、潭东村、龙潭村、永丰村、思源河村、官营村和下塔村。